# Proischnura rotundipennis
Proischnura rotundipennis – gatunek ważki z rodziny łątkowatych (Coenagrionidae). Jest endemitem Południowej Afryki. Nie jest zagrożony wyginięciem.